# Beth Howland
Elizabeth „Beth“ Howland (* 28. Mai 1941 in Boston, Massachusetts; † 31. Dezember 2015 in Santa Monica, Kalifornien) war eine US-amerikanische Schauspielerin.

## Leben
Howland verließ im Alter von 16 Jahren ihr Elternhaus und zog nach New York City. Sie feierte 1959 im Musical Once Upon a Mattress ihr Debüt am Broadway und spielte anschließend von 1960 bis 1961 im Musical Bye Bye Birdie neben Dick Van Dyke. Im November 1961 heiratete sie den Schauspieler Michael J. Pollard. Die Ehe, aus der eine Tochter hervorging, wurde 1969 geschieden. Von 1970 bis 1972 spielte sie am Broadway in der Originalproduktion von Stephen Sondheims Musical Company, danach zog sie nach Kalifornien, um dort eine Fernsehkarriere anzustreben. Ab 1973 hatte sie Gastrollen in verschiedenen Fernsehserie wie Cannon, Bronk und Unsere kleine Farm.
Zwischen 1976 und 1985 spielte sie in neun Staffeln mit insgesamt 202 Episoden die Rolle der Vera Louise Gorman in der Sitcom Imbiß mit Biß, durch die sie große Bekanntheit in den Vereinigten Staaten erlangte und für die sie vier Mal in Folge für den Golden Globe Award nominiert wurde. Nach dem Ende der Serie spielte sie nur noch vereinzelte Rollen, darunter Gastauftritte in Mord ist ihr Hobby und Sabrina – Total Verhext!.
Howland war in zweiter Ehe mit dem Schauspieler Charles Kimbrough verheiratet.
Erst im Mai 2016 wurde bekannt, dass Beth Howland bereits zu Silvester 2015 im Alter von 74 Jahren in Santa Monica verstorben ist.

## Filmografie (Auswahl)
- 1959: Li’l Abner
- 1975: Bronk
- 1975: Cannon
- 1976: Unsere kleine Farm (Little House on the Prairie)
- 1976–1985: Imbiß mit Biß (Alice)
- 1979: Love Boat
- 1993: Mord ist ihr Hobby (Murder, She Wrote)
- 1997: Sabrina – Total Verhext! (Sabrina, the Teenage Witch)
- 2002: Gingers Welt (As Told by Ginger)

## Auszeichnungen
- 1980: Golden-Globe-Award-Nominierung für Imbiß mit Biß
- 1981: Golden-Globe-Award-Nominierung für Imbiß mit Biß
- 1982: Golden-Globe-Award-Nominierung für Imbiß mit Biß
- 1983: Golden-Globe-Award-Nominierung für Imbiß mit Biß

## Broadway
- 1959–1960: Once Upon a Mattress
- 1960–1961: Bye Bye Birdie
- 1964–1965: High Spirits
- 1965: Drat! The Cat!
- 1968: Darling of the Day
- 1970–1972: Company
- 1993: Company